# Évangiles de Saint-Denis
LesÉvangiles de Saint-Denis est un manuscrit enluminé contenant les évangiles appartenant autrefois à l'abbaye de Saint-Denis. Écrit à l'encre d'or sur un parchemin teint de pourpre et décoré d'une couverture décorée d'ivoire, il est représentatif du style de l'école de la cour de Charlemagne, aux débuts de l'enluminure carolingienne. Il est actuellement conservé à la Bibliothèque nationale de France (Lat.9387).

## Historique
Le manuscrit aurait été donné à l'abbaye de Saint-Denis par Charles II le Chauve, abbé laïc du monastère en 867. Rien ne permet de confirmer cette tradition. Le style des décorations, la qualité du parchemin teinté de pourpre le rapproche des manuscrits du groupe d'Ada, c'est-à-dire exécuté par l'atelier de la cour impériale, sans que l'origine puisse être attestée pour autant. L'épaisseur de la peinture, l'aspect relâché de plusieurs décorations et l'absence de portraits d'évangélistes le font dater de la fin du VIIIe siècle. 
Sa présence à Saint-Denis est attestée à partir du XIIIe siècle : des ajouts en grec ainsi que des décorations ont été ajoutées dans les années 1280. La première description du manuscrit dans la bibliothèque dionysienne date de 1505. La reliure est en grande partie modifiée au cours du XVIIIe siècle. Il entre à la bibliothèque nationale le 30 septembre 1791. 

## Description

### Le texte
Le manuscrit contient les quatre évangiles conformes au texte de la Vulgate, avec les prologues, préfaces et sommaires habituels : 
- le prologue du commentaire sur Matthieu de Jérôme, la lettre à Eusèbe à Carpien, la lettre de Jérôme à Damase et la lettre du pseudo-Jérôme à Damase, f.1-5
- l'évangile de Matthieu, f.6-84
- l'évangile de Marc, f.85-122
- l'évangile de Luc, f.123-200
- l'évangile de Jean, f.200-250

Sur les folios 160-161, se trouvent des annotations en grec ajoutées au XIIIe siècle accompagnées d'annotation musicales ekphonétique.

### Les décorations
L'ouvrage est écrit à l'encre d'or et d'argent sur un parchemin teinté de pourpre, comme on peut le retrouver sur d'autres manuscrits impériaux de l'époque. Chaque évangile commence par une page de titre écrite en capitales dans un cadre monumental sur un verso de page puis un incipit rédigé en majuscules sur le recto suivant. Ces pages sont décorées d'or, et des couleurs rouge, jaune, vert, bleu et blanc sur le fond pourpre.

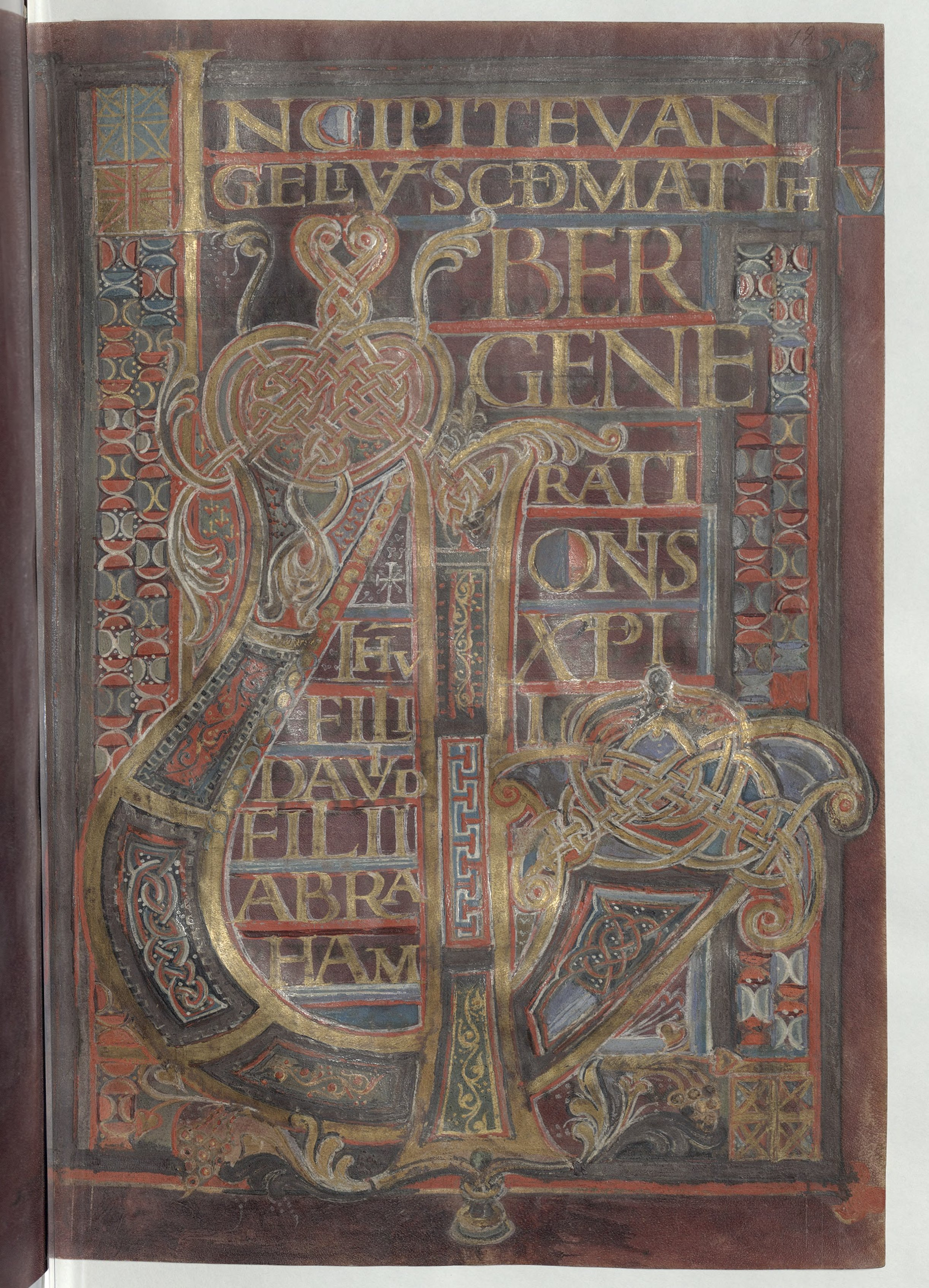
Incipit de saint Matthieu, f.18r
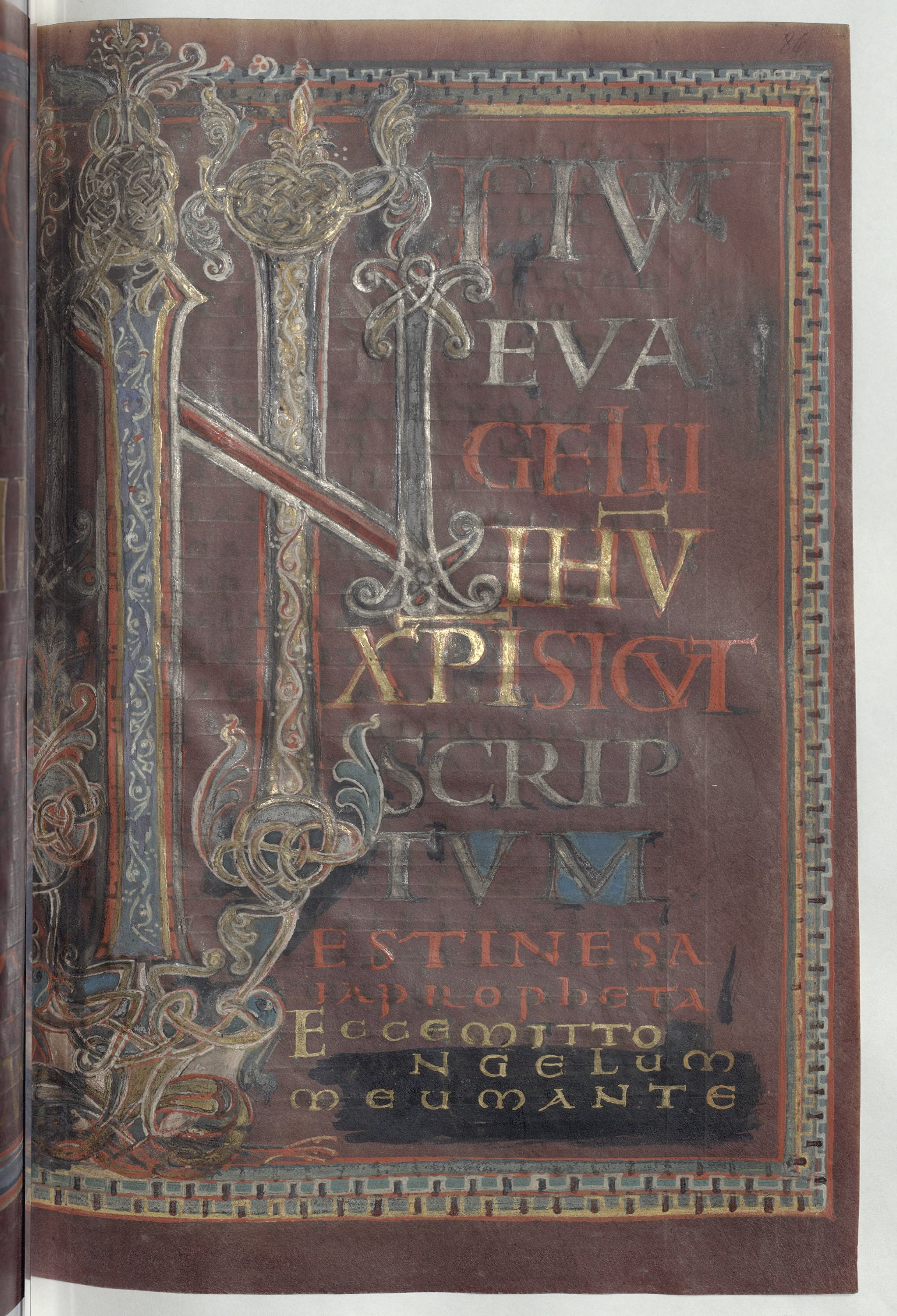
Incipit de saint Marc, f.86r

### La reliure
La reliure a été modifiée à plusieurs reprises, mais plusieurs éléments décoratifs remontent au XIIIe et XIVe siècles : le plat supérieur est composé d'une plaque en cuivre doré, ciselé et gravé représentant saints Luc et Jean en pied sous une arcade. Le plat inférieur est composé d'une bordure d'orfèvrerie  encadrant une plaque en ivoire plus ancienne. 
Cette plaque en ivoire représente un Christ en pied bénissant, placé dans un décor architecturé fait d'une arcade et de deux colonnes cannelées. Son style est proche d'autres plaques placées sur des manuscrits issus du scriptorium impérial : c'est le cas des deux plaques provenant du Psautier de Dagulf aujourd'hui conservées au musée du Louvre (MR 370-371). C'est aussi le cas d'une plaque représentant saint Jean aujourd'hui conservée aux Cloisters et une autre provenant de l'évangéliaire de Lorsch aujourd'hui au Victoria and Albert Museum qui sont proches de celle de saint Denis notamment dans les plis des vêtements des personnages. À ce groupe appartient aussi la plaque des évangélistes du diptyque de Bourges aujourd'hui au Cabinet des médailles (inv.55-303), de même que deux plaques représentant le Christ et l'ange de saint Matthieu conservées au Musée national de Ravenne (it). Ces dernières pourraient avoir appartenu au même ensemble que la plaque de Saint-Denis. Tous ces éléments font penser que cette plaque pourrait provenir du décor original de la reliure du manuscrit.

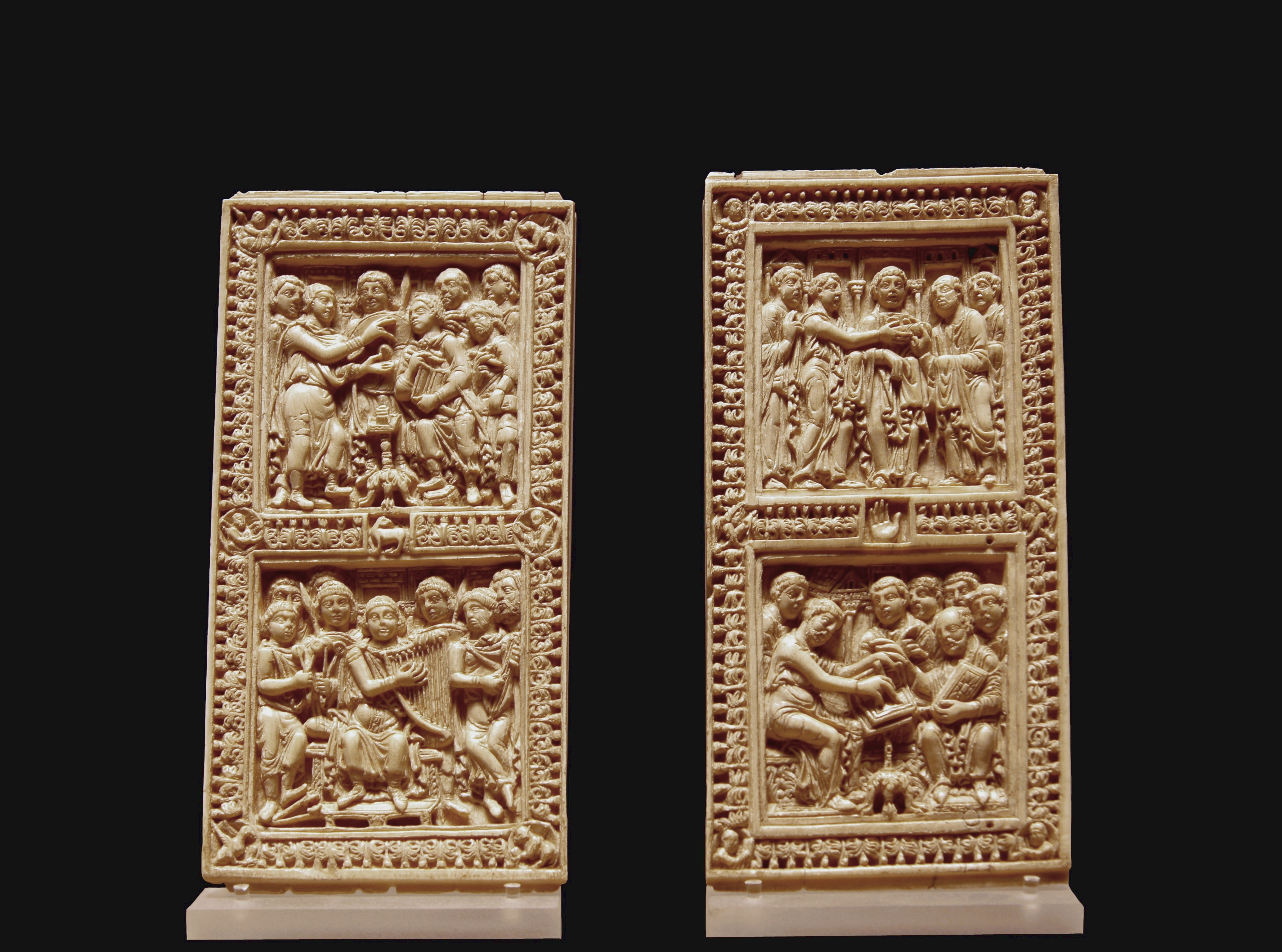
Plaques du psautier de Dagulf, musée du Louvre
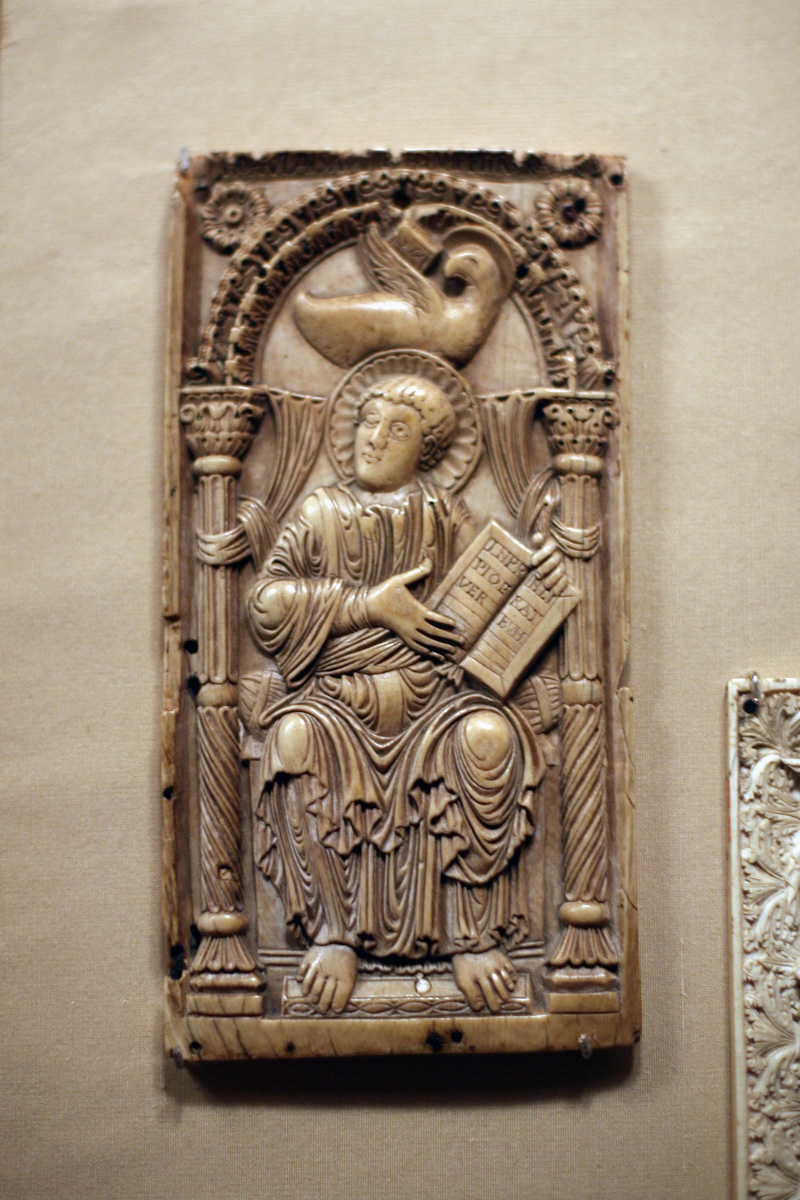
Saint Jean, The Cloisters, 1977.421